# Universidad Central de Venezuela Fútbol Club (femenino)
El Universidad Central de Venezuela Fútbol Club del Fútbol femenino es un equipo de fútbol profesional Venezolano a nivel femenino, se encuentra ubicado en Caracas, Distrito Capital y actualmente participa en la Liga Nacional de Fútbol Femenino de Venezuela, liga equivalente a la máxima división del fútbol femenino en Venezuela.

## Estadio
El Estadio Olímpico de la Universidad Central de Venezuela es un estadio multipropósito (fútbol, atletismo, rugby, entre otros), aunque más comúnmente usado para juegos de fútbol, que forma parte de la ciudad universitaria en Caracas y como tal nombrado Patrimonio de la Humanidad junto con esta por la Unesco, siendo uno de los estadios más importantes de Venezuela.
El estadio poseía un aforo de 27.000 espectadores y actualmente es usado como sede para algunos de los partidos de la selección de fútbol de Venezuela, así como de estadio local para el club de fútbol profesional Deportivo Petare, Caracas FC y para otros partidos de fútbol, conciertos, prácticas de rugby, entre otros. Con motivo de la Copa América 2007 el mismo fue sometido a un proceso de remodelación con una inversión 40 millardos de Bolívares. Su capacidad descendió a 24.900 por la instalación de sillas de gran calidad en toda su estructura.
El estadio es obra del afamado arquitecto venezolano Carlos Raúl Villanueva y fue inaugurado durante el gobierno del general Marcos Pérez Jiménez en 1957. Cabe resaltar que este estadio ha sido sede de grandes eventos no solo deportivos, sino también musicales, albergando a una infinidad de artistas.

## Actual Directiva 2016
| Cargo             | Nombre          |
| ----------------- | --------------- |
| Presidente        | Roberto Cavallo |
| Director Técnico  | Luis Solorzano  |
| Asistente Técnico | ?               |
| Preparador Físico | ?               |
| Utilero           | ?               |
| Fisio Terapeuta   | ?               |

## Palmarés
- Liga Nacional de Fútbol Femenino de Venezuela (0):

- Copa Venezuela de Fútbol Femenino (0):